# Teresa Noce
Teresa Noce (Turín, 29 de julio de 1900 - Bolonia, 22 de enero de 1980) fue una partisana, sindicalista y política antifascista italiana, militante del Partido Comunista Italiano, que tuvo un papel destacado en las Brigadas Internacionales durante la guerra civil española y en la Asamblea Constituyente que redactó la Constitución de la República Italiana.

## Biografía
Nacida en una familia obrera turinesa extremadamente pobre, Teresa Noce se vio obligada a dejar la escuela a corta edad para ganarse la vida, aunque se educó de forma autodidacta mientras desempeñaba varios oficios. A los 17 años trabajaba ya como tornera en un taller de la Fiat y a los 20 fundó el círculo juvenil socialista turinés de Porta Palazzo. En 1921 estuvo en el grupo fundador del Partido Comunista Italiano. En 1923, siendo redactora de La voce della gioventù, sufrió en Milán su primera detención.
En ese ambiente político conoció a Luigi Longo, entonces joven estudiante de ingeniería que desempeñaba ya cargos de responsabilidad política, con el que se casaría en 1926 y tendría tres hijos (uno de ellos muerto a muy corta edad), compartiendo décadas de lucha política.
En el mismo año de 1926, el matrimonio Longo-Noce hubo de exiliarse para huir de la persecución del régimen fascista, estableciéndose primero en Moscú y más tarde en París. Además de moverse continuamente entre ambas ciudades, Teresa realizó numerosos viajes clandestinos a Italia para desarrollar actividades de organización y propaganda antifascista. En la capital francesa, participó en la fundación de la revista mensual Noi Donne.
Al estallar en 1936 la guerra civil española, Noce y su marido se desplazaron a España entre los voluntarios alistados en defensa de la República. Con el nombre de guerra de "Estela", se hizo cargo de la publicación de Il volontario della libertà, el órgano periodístico de los italianos que combatían en las Brigadas Internacionales. De regreso en Francia, publicó en 1938 la novela autobiográfica Gioventù senza sole, basada en los recuerdos de su juventud turinesa. 
Al inicio de la Segunda Guerra Mundial Noce fue internada por las autoridades francesas en el campo de concentración de Rieucros, destinado a los republicanos españoles y exmiembros de las Brigadas Internacionales, considerados como "extranjeros indeseables". Sin embargo, por presiones de las autoridades soviéticas (todavía en buenos términos oficiales con la Alemania hitleriana), fue liberada y se le autorizó a volver a Moscú, donde residían sus hijos; pero este retorno se volvió imposible al estallar en 1941 las hostilidades entre Alemania y la Unión Soviética. Noce hubo de permanecer en Marsella, donde dirigió, por cuenta del Partido Comunista Francés, la organización MOI (siglas correspondientes a "Mano de Obra Inmigrada) y participó activamente en la Resistencia, en el grupo Francs-tireurs et partisans. Durante una misión en París, a comienzos de 1943 fue detenida y encarcelada, con la fortuna de que los alemanes no llegaron a percatarse de la verdadera importancia de la presa que había caído en sus manos. Aun así, después de unos meses fue deportada a Alemania, primero al campo de concentración de Ravensbrück y luego al de Holleischen, satélite en territorio checo del campo de concentración de Flossenbürg. En Holleischen, Noce fue destinada a trabajos forzados en una fábrica de munición hasta la liberación del campo por las tropas soviéticas.
A su vuelta del exilio, Teresa Noce figuraba en 1946 entre las veintiuna mujeres elegidas para formar parte de la Asamblea Constituyente italiana y entre las cinco que formaron la llamada "Comisión de los 75", encargada de redactar y proponer el proyecto de Constitución que sería discutido y aprobado por el pleno de la Cámara. Noce fue la única entre los diputados comunistas que, desoyendo las instrucciones expresas de Togliatti -quien no deseaba suscitar el conflicto religioso en Italia-, votó en contra del artículo 7 de la Constitución, que consagraba expresamente la vigencia de los Pactos de Letrán, firmados entre la Santa Sede y el régimen fascista para regular las relaciones Iglesia-Estado en Italia.
En esas mismas fechas Noce fue elegida secretaria nacional de la FIOT, el sindicato de las obreras textiles, y en 1948 fue elegida diputada en el primer Parlamento republicano. Conjugando ambas vertientes de su actividad, fue proponente de la que sería la Ley n.º 860, de 26 de agosto de 1950, "para la protección física y económica de las trabajadoras madres", que, sustituyendo la precedente normativa de la era fascista, constituiría hasta los años setenta la base de la legislación sobre el trabajo femenino.
El empeño sindical llevaría a Noce a la presidencia de la Unión Internacional Sindical de Trabajadores Textiles y del Vestido, con sede en Varsovia y, una vez que abandonó en 1955 su cargo en la FIOT, a la secretaría general del mismo sindicato internacional, cuya sede se trasladó entonces a Milán.
A partir de mediados de los cincuenta, tras separarse de Longo, Noce fue retirándose progresivamente de la política activa, aunque desde 1959 y durante algunos años formó parte del Consejo Nacional de la Economía y el Trabajo (CNEL), en representación del sindicato CGIL. En 1974 publicó su autobiografía, Rivoluzionaria professionale, que narra, junto con su historia personal, las vicisitudes del Partido Comunista italiano desde su fundación. Otras obras suyas son Ma domani farà giorno (1952), con prefacio de Pietro Nenni, y Vivere in piedi (1978).
Teresa Noce murió en Bolonia, a la edad de 79 años, el 22 de enero de 1980.